# Solar wind
「solar wind」（ソーラー ウィンド）は、シュノーケルの楽曲である。2006年8月23日にSME Recordsより4枚目のシングルとして発売された。

## 解説
前作『旅人ビギナー』から4ヶ月でのリリース。
収録曲はいずれも「夏」をテーマとしているが、これは意識して制作されたわけではなく、収録された楽曲はいずれも制作時期が異なっている。
「波風サテライト」に次ぐ2作目のアニメタイアップ曲で、初回仕様特典として「牙」オリジナルキャラクターカードが封入され、「牙」描き下ろしクリアシートが付属された。
ジャケットのイラストはジム・ウードリング、歌詞カードのイラストは香葉村多望によるもの。
ミュージック・ビデオの監督はnicographics。

## 収録曲
| 全作詞・作曲: 西村晋弥。 |                  |           |            |                     |      |
| #                        | タイトル         | 作詞      | 作曲・編曲 | 編曲                | 時間 |
| 1.                       | 「solar wind」   | 西村晋弥  | 西村晋弥   | シュノーケル tasuku | 3:42 |
| 2.                       | 「入道雲」       | 西村晋弥  | 西村晋弥   | シュノーケル 河野圭 | 5:02 |
| 3.                       | 「弾丸ランナー」 | 西村晋弥  | 西村晋弥   | シュノーケル 河野圭 | 4:34 |
| 合計時間:                | 合計時間:        | 合計時間: | 13:18      |                     |      |

## 曲の解説
1. solar wind
1stアルバム『SNOWKEL SNORKEL』のレコーディング時に制作された楽曲[2]。
テレビ東京系アニメ『牙 -KIBA-』エンディングテーマ[注釈 1]で、アニメではTV用に編集されたアレンジが使用された。このアレンジは、サウンドトラック盤に収録されたが[4]、シュノーケル関連の作品には未収録。
ライブの定番曲であり、アンコールラストなど終盤で演奏されることが多い。
演奏時間が3分42秒で、シュノーケルのシングル曲では「ナツカゼ」の次に演奏時間が短い楽曲。
2. 入道雲
インディーズ盤『ソラカラフル』の収録曲をバンド編成にアレンジし直したもの。歌詞も一部追加・変更されている。本作に収録のアレンジはアルバム未収録。
3. 弾丸ランナー
体育祭嫌いの文系男子の心情を描いた楽曲。アルバム未収録。

## 参加ミュージシャン
- 西村晋弥：ボーカル、ギター
- 香葉村多望：ベース
- 山田雅人：ドラムス
- tasuku：プログラミング（＃1）
- 河野圭：プログラミング（＃2,3）

## タイアップ
- テレビ東京系アニメ『牙 -KIBA-』エンディングテーマ[注釈 1]（＃1）
- テレビ神奈川『saku saku』2006年8月度エンディングテーマ（＃1）

## 収録アルバム
solar wind
- 「牙」 オリジナル・サウンドトラック Vol.1（TV ver.）
- EQ
- Best+

## ライブ映像作品
solar wind
- popcorn labyrinth（特典DVD）